# Hastula lanceata
Hastula lanceata é uma espécie de gastrópode do gênero Hastula, pertencente a família Terebridae.